# Kosinowo (województwo warmińsko-mazurskie)
Kosinowo (niem. Kossinowken, Andreaswalde) – osada w Polsce położona w województwie warmińsko-mazurskim, w powiecie ełckim, w gminie Prostki. W latach 1975–1988 miejscowość administracyjnie należała do województwa suwalskiego.
Wieś założona została w 1436, a jej pierwszym właścicielem był Marcin Drygalski.
W 1559 książę Albrecht nadaje Antoniemu Lehwald, staroście ełckiemu 15 włók w Andrysiewie.

## Nazwy wsi
Sł. geogr. (s. 555) – „Kozinowo, Kosinowo, Koszynowy, Koszynówka, niem. Andreaswalde, dawniej też po polsku zwane Andrysiewo, w dok. Andres, Andreswalde, Andrissowo, Kozinowen, wś. pow. jańsborski, na pruskich Mazurach.” W XV i XVI wieku wieś zapisywana pod nazwami: Andrysowo, Andris, Andres, Koschino, Koßine.

## Historia
Wieś założona w dawnym komturstwie piskim (późniejsze starostwo piskie), w ramach kolonizacji Wielkiej Puszczy, w 1436 r. jako dobra szlacheckie, przy granicy z komturstwem (później starostwem) ełckim. 
Wieś szlachecka, lokowana w 1471 r. przez komtura Zygfryda Flacha von Schwartzburga, na 60 łanach na prawie magdeburskim z odmianą dla obu płci, z obowiązkiem dwóch służb rycerskich i 15. Letnim okresem wolnizny, w wyniku nadania dla Andrzeja Ortlis (lub Ortlif – niepewność wynika z trudności w odczytaniu dokumentów źródłowych, pisanych ręcznie) w nagrodę za wieloletnią służbę. Nadane dobra leżały między Różyńskiem Wielkim a Bajtkowem, po obu strona drogi na Ełk. Później majątek ten uległ podziałowi na późniejsze wsie Krzywińskie i Nowaki. Wspomniany Andrzej sprzedał swoje dobra około 1497 r. Pawłowi Grabowskiemu i jego synowi Rafałowi. Jeszcze przed 1519, na obszarze 60 łanów należących do Kosinowa powstała wieś służebna Nowaki. W pierwszej połowie XVI w. wymieniano z Kosinowa młynarza, co wskazuje na obecność młyna. Przed 1539 Kosinowo było w posiadaniu Piotra Rakowskiego, który w swoich dobrach utworzył wieś czynszową. Później o dobra te toczył się spór Stanisława Grabowskiego z Bajtkowa (starostwo ełckie) a Piotrem Rakowskim i rządcami starostwa piskiego. Kosinowo już wcześniej należało do Grabowskich a z nieznanych przyczyn zostały im odebrane i przez jakiś czasy były niezagospodarowane. Z części tych dóbr powstały wsie Krzywińskie i Nowaki, natomiast właściwe Kosinowo zostało nadane przez starostę Fryderyka von Heydecka Piotrowi Rakowskiemu z jednoczesna obietnicą sprzedaży. Spór zakończył się w 1544, kiedy to starosta piski Antoni Lehwald przejął sporną wieś dla siebie. W 1549 r. wieś nadana została wspomnianemu Lehwaldowi przez księcia Albrechta i liczyły wtedy 19 łanów na prawie lennym bez obowiązku służby zbrojnej. Na 19 łanów składało się 13 łanów ziemi uprawnej, 4 łany tak zwanego nadmiaru oraz dwa łany łąk nad rzeką Kozłówką (Koβloβher). W 1570 r. Antoni Lehwald – wraz z innymi szlachcicami – składał hołd dziedziczny księciu Albrechtowi.
W 1666, dzięki przyzwoleniu księcia Bogusława Radziwiłła, Kosinowo stało się własnością zastawną Samuela Przypkowskiego i jego zięcia Mikołaja Suchodolskiego (Przypkowski był też w posiadaniu wsi Kocioł, a Suchodolski miał syna Samuela - później właściciela majątku w Starej Różance). Byli to przedstawiciele braci polskich, którzy osiedli na terenie Prus. Kosinowo obok Rudówki było najważniejszym ośrodkiem ariańskim na terenie Prus Książęcych. Funkcjonowała tu ariańska szkoła o wysokim poziomie nauczania i zbór. Ministrowie zboru byli zwykle nauczycielami w tej szkole. Znani kaznodzieje zboru w Kosinowie: Samuel Arciszewski, od 1669 Krzysztof Crell-Spinowski, od 1680 Krzysztof Szlichtyng, od 1684 Benedykt Wiszowaty, Paweł Crell-Spinowski (syn Krzysztofa), Tobiasz Wilkowski, od 1754 Andrzej Łabęcki (wcześniej był kaznodzieją w Rudówce), a ostatnim był Krzysztof Jonasz Szlichtyng (zm. 1803). Samuel Crell-Spinowski (1660–1747), syn Krzysztofa, filozof i teolog, napisał kilka prac filozoficznych, utrzymywał kontakty z ruchem reformacyjnym w Anglii i Niemczech, był przyjacielem fizyka Newtona i filozofa J. Lockego. Zbór w Kosinowie rozwiązany został w 1803.
Opinię o arianach z Kosinowa, z roku 1748 Lucanusa (radcy sądu dworskiego) zacytował Toeppen: "Wiedli żywot cichy i spokojny, odprawiając nabożeństwa w domu prywatnym i szukając rady u wybranego z ich sekty zwierzchnika. Oddawali się wszelkiego rodzaju profesjom, również gospodarstwu i uprawie roli. Kobiety nadzwyczaj starannie szyły, haftowały, zajmowały się koronczarstwem. Wykazywały się także umiejętnością subtelnego naklejania na drewnianych szkatułkach, pudełkach i puszkach farbowanej słomy, dobieranej według odcieni i układanej w zgrabne obrazki. Częściowo było to ich źródłem utrzymania."
Po braciach polskich w Kosinowie pozostała Ariańska Góra. Jest to największy cmentarz ariański w Polsce, po zniszczeniu takiego cmentarza w XIX w. w Pińczowie i zepchnięciu spychaczami w latach 60. XX w. cmentarza w Rakowie.
W 1910 było tu 107 mieszkańców. Zabytkowy jest dom murowano-drewniany z połowy XIX w oraz park podworski z XIX w.